# Der geköpfte Hahn
Der geköpfte Hahn ist ein Roman des in Rumänien lebenden deutschsprachigen Schriftstellers und Gefängnispfarrers Eginald Schlattner. Der Roman ist 1998 im Paul Zsolnay Verlag Wien erschienen und wurde von den deutschen Literatur-Feuilletons sehr gut aufgenommen. Es gab aufgrund der Materie auch einige kontroverse Diskussionen und Anschuldigungen eigener Landsleute.

## Inhalt
In dem Roman bewältigt der heutige Gefängnispfarrer Eginald Schlattner seine Vergangenheit in Siebenbürgen zur Zeit des Dritten Reiches. In einer Zeit, als der 16-jährige Felix und seine Freunde das jüdische Exitusfest zur Feier ihres Schulabschlusses erwarten, geht es um den Verrat durch den besten Freund, Jugendliebe und Ausgrenzung von Juden durch die siebenbürgische Hitlerjugend.

## Verfilmung
2007 wurde der Film von Radu Gabrea, ebenfalls unter dem Titel Der geköpfte Hahn verfilmt.